# Himertosoma superbum
Himertosoma superbum là một loài tò vò trong họ Ichneumonidae.